# كعكة البرتقال
كعكة البرتقال (بالإنجليزية: Orange cake)‏ أو كيكة البرتقال هو نوع من الكعك يُحضر باستخدام المكونات 
الأساسية لعجين الكيك، مثل الدقيق، والسكر، والبيض، والمواد الرافعة. يتميز بنكهة البرتقال الممزوجة بلمسة خفيفة من الفانيليا، مع إضافة بشر قشور البرتقال لتعزيز الطعم المميز، أو يمكن استخدام روح البرتقال بدلاً منه. يُقدم هذا الكعك على شكل حلقات مع الإفطار أو كحلوى في أي وقت من اليوم.

## معرض الصور

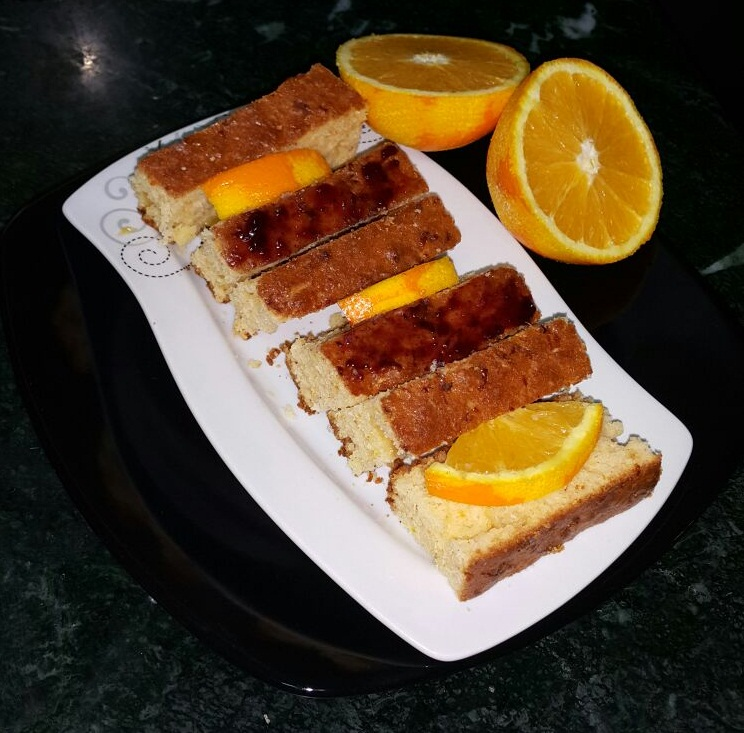
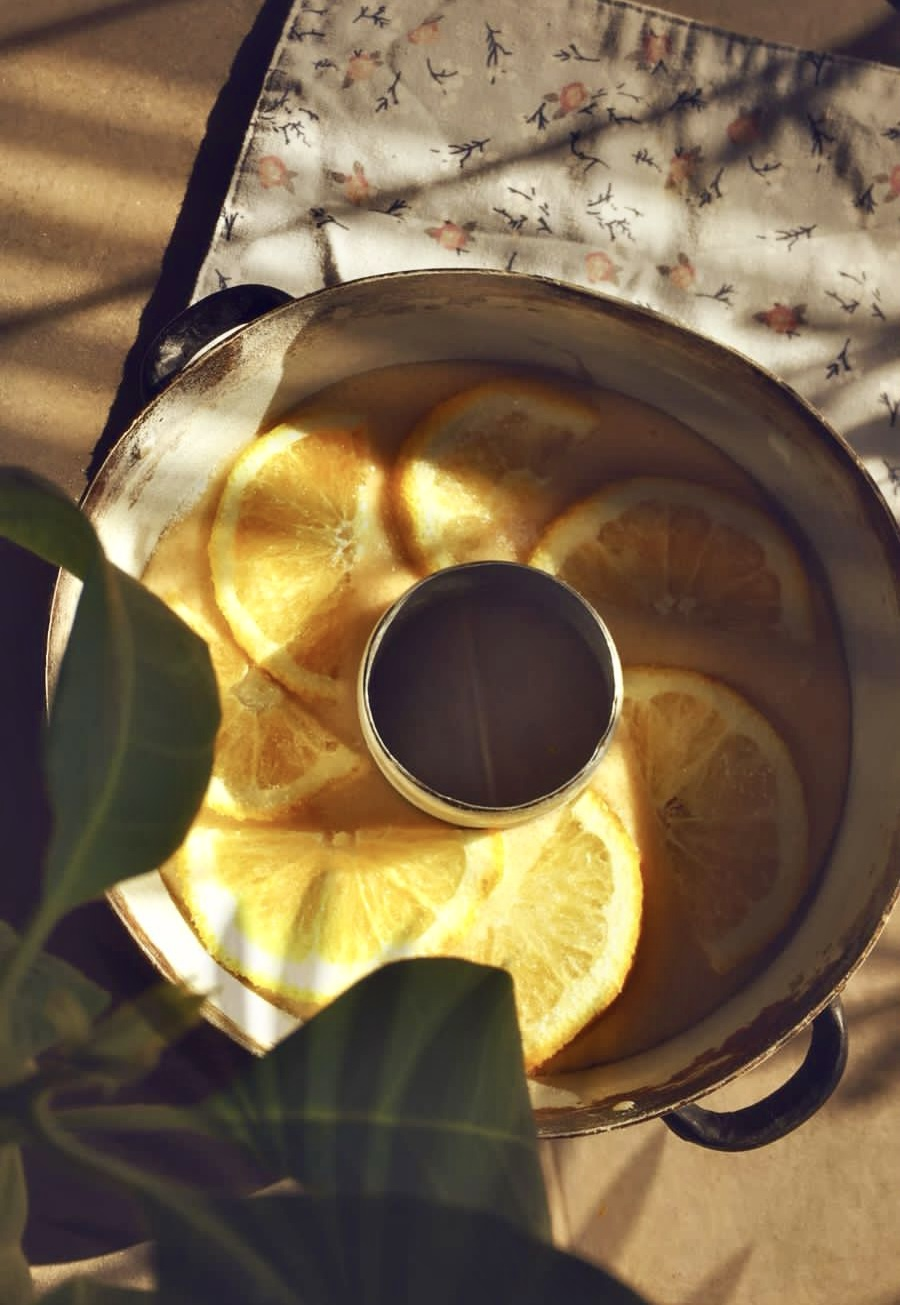